# Risøybroen
59°24′37″N 005°16′07″Ø / 59.41028°N 5.26861°Ø
Risøybroen er en bro i Haugesund i Rogaland fylke i Norge. Broen krydser Smedasundet og knytter øen og bydelen Risøy til fastlandet. Risøybroen er 361 meter lang, og gennemsejlingshøjden er 22 meter. Broen blev åbnet i maj 1939 og renoveret i 1991 og 2008. Vejen over broen er en arm af riksvei 47 (tidligere Fv935).